# Amiloxat
Amiloxat ist eine chemische Verbindung aus der Gruppe der Phenylpropanoide.

## Vorkommen
Amiloxat ist Bestandteil der Gewürzlilie (Kaempferia galanga), die in Indonesien und Südchina angebaut wird.

## Eigenschaften und Verwendung
Amiloxat ist ein flüssiger und in Öl löslicher UV-B-Absorber mit breitem Absorptionsspektrum (absorbiert bei einer Wellenlänge von 280–320 nm). Er wird als hocheffektiver UV-Filter für Sonnenschutzpräparate verwendet. Die zulässige Höchstkonzentration liegt laut Anlage 7, Teil A der Kosmetik-Verordnung bei 10 %.

## Sicherheitshinweise
Amiloxat wurde 2013 von der EU gemäß der Verordnung (EG) Nr. 1907/2006 (REACH) im Rahmen der Stoffbewertung in den fortlaufenden Aktionsplan der Gemeinschaft (CoRAP) aufgenommen. Hierbei werden die Auswirkungen des Stoffs auf die menschliche Gesundheit bzw. die Umwelt neu bewertet und ggf. Folgemaßnahmen eingeleitet. Ursächlich für die Aufnahme von Amiloxat waren die Besorgnisse bezüglich Verbraucherverwendung und weit verbreiteter Verwendung sowie als potentieller endokriner Disruptor. Die Neubewertung läuft seit 2016 und wird von Deutschland durchgeführt. Um zu einer abschließenden Bewertung gelangen zu können, wurden weitere Informationen nachgefordert.

## Handelsnamen
- Neo Heliopan E 1000